# わいせつ物領布罪
もしかして
- わいせつ物頒布等の罪

ではありませんか？